# Supreme Allied Commander Transformation

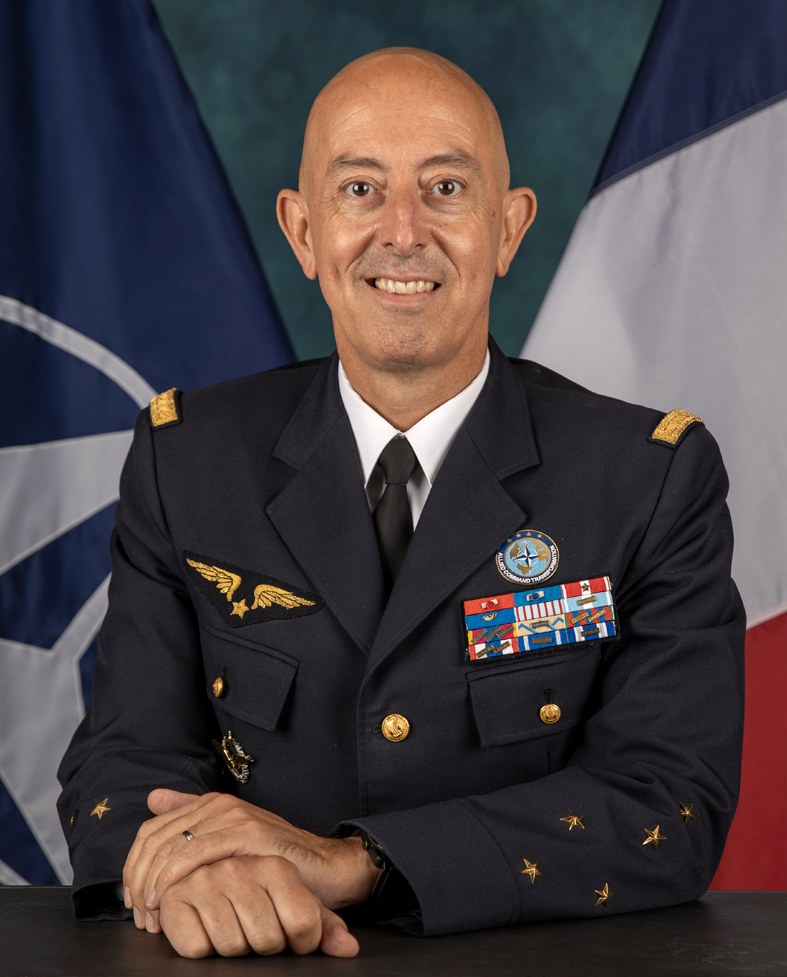
Philippe Lavigne, de huidige SACT

De Supreme Allied Commander Transformation (SACT) is een van de twee strategische commandanten van de NAVO en de commandant van Allied Command Transformation.  De SACT wordt voorgesteld door een NAVO-lidstaat en goedgekeurd door de Noord-Atlantische Raad van de NAVO. Er is geen vaste termijn voor de SACT. Sinds 2019 wordt de post bekleed door de Franse generaal Philippe Lavigne.

## Rol en verantwoordelijkheden
De SACT heeft de leidende rol op strategisch niveau voor de transformatie van de militaire structuren, strijdkrachten, capaciteiten en doctrines van de NAVO om de militaire effectiviteit van het Bondgenootschap te verbeteren. Hij doet aanbevelingen aan de politieke en militaire autoriteiten van de NAVO over transformatiekwesties. Voor de dagelijkse gang van zaken doet de SACT dit door verslag uit te brengen aan het Militair Comité, bestaande uit militaire vertegenwoordigers van de defensiechefs van NAVO-lidstaten; door directe toegang te hebben tot de defensiechefs en indien nodig te communiceren met de juiste nationale autoriteiten om de uitvoering van aangewezen taken te vergemakkelijken.
In samenwerking met Allied Command Operations analyseert de SACT de operationele behoeften van de NAVO, om het type en de omvang van toekomstige capaciteits- en interoperabiliteitsvereisten te identificeren en prioriteren en om de resultaten te kanaliseren naar het algemene defensieplanningsproces van de NAVO.
De Supreme Allied Commander Transformation leidt ook de inspanningen om nieuwe concepten en doctrines te verkennen door experimenten uit te voeren en de R&D en verwerving van nieuwe technologieën en capaciteiten te ondersteunen, terwijl hij de verantwoordelijkheid draagt voor de trainings- en onderwijsprogramma's van de NAVO, ontworpen om ervoor te zorgen dat het bondgenootschap beschikt over personeel dat is opgeleid volgens gemeenschappelijke NAVO-standaarden en in staat om effectief te opereren in een gecombineerde en gezamenlijke militaire omgeving.
Andere taken die onder de verantwoordelijkheid vallen van de Supreme Allied Commander Transformation zijn onder meer:
- Het beheren van algemeen gefinancierde middelen die zijn toegewezen aan de transformatieprogramma's van de NAVO om tijdige, kosteneffectieve oplossingen voor operationele vereisten te bieden;
- Ondersteuning van de uitoefeningsvereisten van Allied Command Operations tijdens hun plannings-, uitvoerings- en beoordelingsfasen.